# Roman Heck
Roman Heck (ur. 8 listopada 1924 w Leśmierzu, zm. 19 października 1979 we Wrocławiu) – historyk średniowiecza, profesor Uniwersytetu Wrocławskiego.

## Życiorys
Studia ukończył we Wrocławiu, był uczniem prof. Ewy i Karola Maleczyńskich. W latach 1964–1966 był prodziekanem, a od 1966 do 1971 – dziekanem Wydziału Filozoficzno-Historycznego Uniwersytetu Wrocławskiego; od 1970 do 1979 był kierownikiem Zakładu Historii Polski i Powszechnej do XV wieku.
Prowadził badania naukowe w dziedzinie średniowiecznej gospodarki, struktury społecznej i narodowościowej, a także kultury na Śląsku, dziejopisarstwa śląskiego i związków polsko-czeskich. Opracowywał również źródła historyczne dla szkół średnich i wyższych.
Pod jego kierunkiem stopień naukowy doktora uzyskał w 1974 Bogumił Grott.
Zmarł śmiercią samobójczą. Pochowany został na Cmentarzu Świętej Rodziny we Wrocławiu.

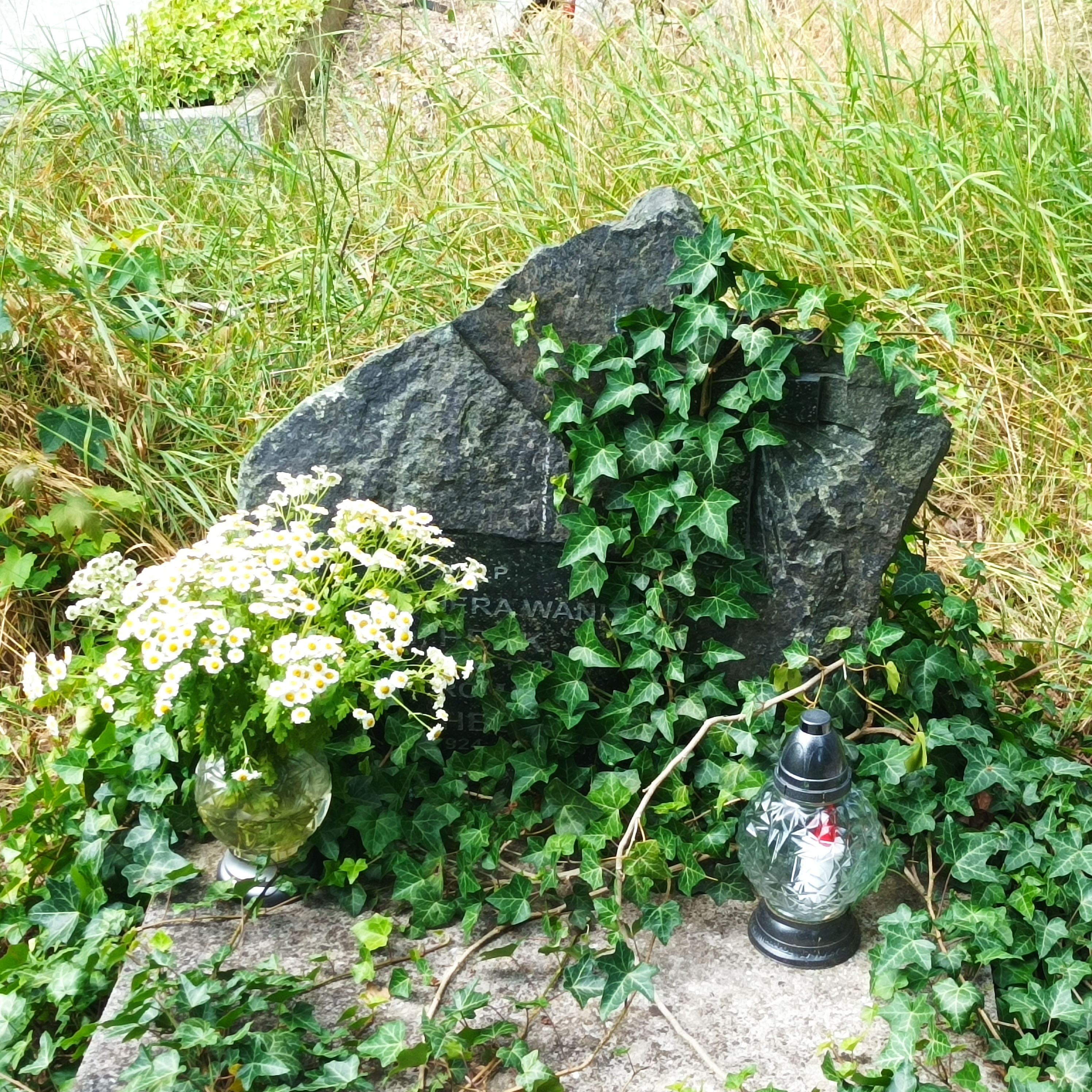
Grób prof. Romana Hecka na Cmentarzu Świętej Rodziny

## Publikacje
(wybór)
- Ruch husycki w Polsce: wybór tekstów źródłowych (do r. 1454) (razem z E. Maleczyńską), oprac. 1952
- Polska w okresie monarchii stanowej: wybór tekstów, oprac. 1954
- Zjazd głogowski w 1462 r., 1962
- Tabor a kandydatura jagiellońska w Czechach, 1964
- Śląsk w Polsce dzielnicowej i jego rozstanie z macierzą, 1966
- Historia Czechosłowacji (razem z M. Orzechowskim), 1969
- Wrocław, jego dzieje i kultura, 1978